# قائمة أنواع القرزح
قائمة أنواع القرزح يوجد عدة أنواع من جنس القرزح:
- قرزح أوشيري (الاسم العلمي:Atraphaxis aucheri)
- قرزح إِجاصي الأوراق (الاسم العلمي:Atraphaxis pyrifolia)
- قرزح إسفيني الأوراق (الاسم العلمي:Atraphaxis cuneifolia)
- قرزح داغستاني (الاسم العلمي:Atraphaxis daghestanica)
- قرزح رمادي (الاسم العلمي:Atraphaxis canescens)
- قرزح زرافشاني (الاسم العلمي:Atraphaxis seravschanica)
- قرزح شجيري (الاسم العلمي:Atraphaxis frutescens)
- قرزح شوكي (الاسم العلمي:Atraphaxis spinosa)
- قرزح ضيق الأوراق (الاسم العلمي:Atraphaxis angustifolia)
- قرزح عديم الأوراق (الاسم العلمي:Atraphaxis aphylla)
- قرزح عصوي (الاسم العلمي:Atraphaxis virgata)
- قرزح قنابي (الاسم العلمي:Atraphaxis bracteata)
- قرزح قوقازي (الاسم العلمي:Atraphaxis caucasica)
- قرزح كبير الأزهار (الاسم العلمي:Atraphaxis grandiflora)
- قرزح كبير الثمار (الاسم العلمي:Atraphaxis macrocarpa)
- قرزح كراتوفي (الاسم العلمي:Atraphaxis karataviensis)
- قرزح لاذع (الاسم العلمي:Atraphaxis pungens)
- قرزح متموج (الاسم العلمي:Atraphaxis undulata)
- قرزح مضغوط (الاسم العلمي:Atraphaxis compacta)
- قرزح مضلل (الاسم العلمي:Atraphaxis decipiens)
- قرزح معقد (الاسم العلمي:Atraphaxis intricata)
- قرزح ملتوي (الاسم العلمي:Atraphaxis tortuosa)
- قرزح منشوري (الاسم العلمي:Atraphaxis manshurica)
- (الاسم العلمي:Atraphaxis avenia)
- (الاسم العلمي:Atraphaxis badghysi)
- (الاسم العلمي:Atraphaxis billardieri)
- (الاسم العلمي:Atraphaxis irtyschensis)
- (الاسم العلمي:Atraphaxis kopetdagensis)
- (الاسم العلمي:Atraphaxis laetevirens)
- (الاسم العلمي:Atraphaxis muschketowii)
- (الاسم العلمي:Atraphaxis rodinii)
- (الاسم العلمي:Atraphaxis suaedifolia)
- (الاسم العلمي:Atraphaxis teretifolia)